# Понтекорво
Понтекорво (італ. Pontecorvo) — муніципалітет в Італії, у регіоні Лаціо,  провінція Фрозіноне.
Понтекорво розташоване на відстані близько 110 км на південний схід від Рима, 34 км на південний схід від Фрозіноне.
Населення — 13 291 особа (2014).

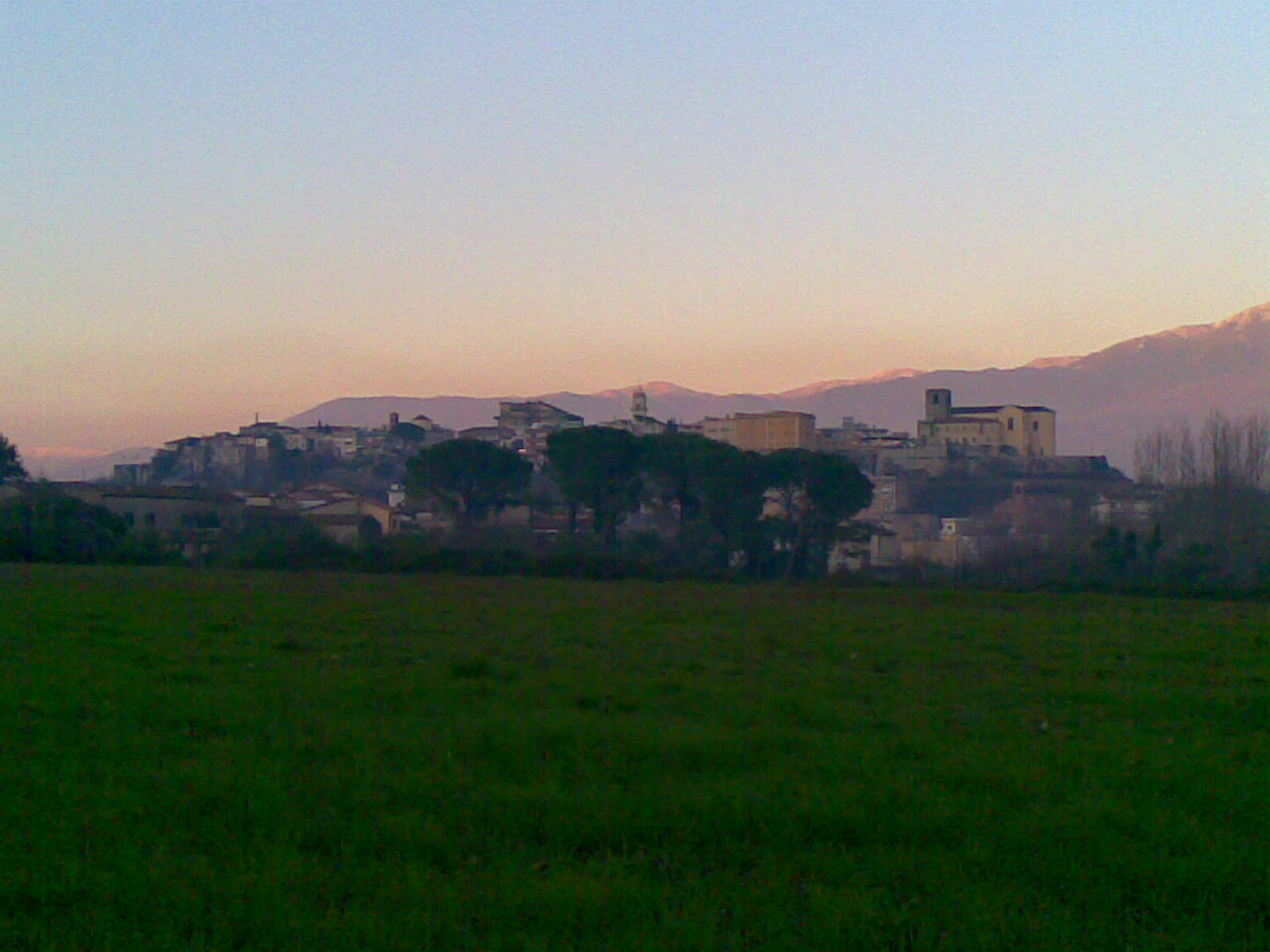

Щорічний фестиваль відбувається 29 серпня. Покровитель — святий Іван Хреститель.

## Демографія
Населення за роками:

Станом на 1 січня 2023 року в муніципалітеті офіційно проживали 484 іноземці з 53 країн, серед них 96 громадян країн Євросоюзу та 43 громадяни України.

## Уродженці
- Джуліано Джаннікедда (*1974) — італійський футболіст, півзахисник, згодом — футбольний тренер.

## Сусідні муніципалітети
- Аквіно
- Камподімеле
- Кастрочієло
- Есперія
- Піко
- Піньятаро-Інтерамна
- Рокказекка
- Сан-Джованні-Інкарико